# Goulien
Goulien (tiếng Breton: Goulien) là một xã của tỉnh Finistère, thuộc vùng Bretagne, miền tây bắc Pháp.

## Dân số
Người dân ở Goulien được gọi là Goulienois.